# Atletico Roma F.C.
Lodigiani med det officielle navn Associazione Sportivo Cisco Calcio Roma var en italiensk fodboldklub i Rom. Klubben blev grundlagt i 2004 efter en fusion mellem A. S. Lodigiani og Cisco Calcio Roma. Klubben og blev opløst i 2011.
Fodboldklubben forbeholder sig dog retten til at placere sit grundlæggelsesår til 1972, eftersom Lodigiani blev konstitueret netop dette år.

## Den talentfulde ungdomsafdeling
A. S. Lodigiani var kendt for at have en af Italiens mest talentfulde ungdomsafdelinger med spillere som henholdsvis Luigi Apolloni, Valerio Fiori, Emiliano Moretti og Francesco Totti på klubbens ungdomshold. 

## Prominente spillere i klubben
På A. S. Lodigiani's seniorhold har klubben bl.a. haft så prominente navne som Andrea Silenzi, David Di Michele og Luca Toni på lønningslisten.

## Indkøbet af den tidligere storspiller
I sæsonen 2006/2007 foretog klubben sig et særdeles overraskende køb af den tidligere storspiller fra Celtic, Sheffield Wednesday, West Ham, Charlton, Juventus, Napoli, A.C. Milan og Lazio, Paolo Di Canio, i bestræbelserne på at avancere fra placeringen i Serie C2/C.